# Мястовиці
Мястовиці (пол. Miastowice) — село в Польщі, у гміні Кциня Накельського повіту Куявсько-Поморського воєводства.
Населення — 335 осіб (2011).

## Демографія
Демографічна структура станом на 31 березня 2011 року:
|          | Загалом | Допрацездатний вік | Працездатний вік | Постпрацездатний вік |
| -------- | ------- | ------------------ | ---------------- | -------------------- |
| Чоловіки | 175     | 38                 | 127              | 10                   |
| Жінки    | 160     | 30                 | 102              | 28                   |
| Разом    | 335     | 68                 | 229              | 38                   |